# Estación Central de Brasil (estación de ferrocarriles)
La Estación Central de Brasil (en portugués: Estação Central do Brasil) es una estación de ferrocarril metropolitano ubicada en el centro de la ciudad de Río de Janeiro operada por SuperVia.

## Historia

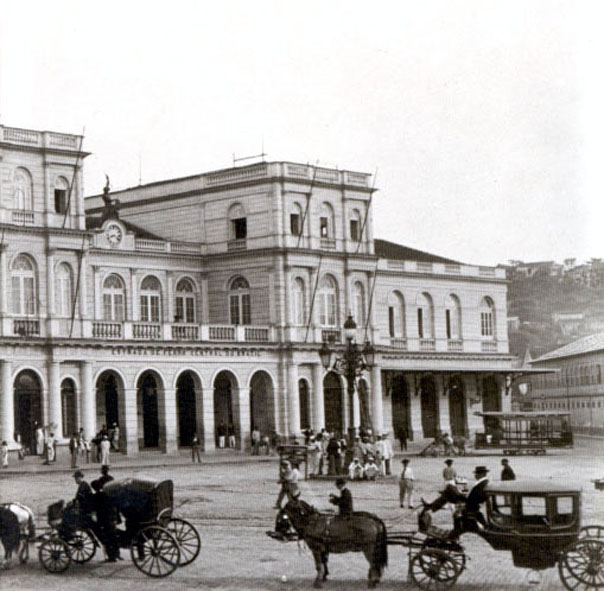
Antigua Estación Dom Pedro II, en 1899.

Es la estación de los trenes más famosa de Brasil.[cita requerida] ara el año 1998 se titulaba 'Estación de Dom Pedro II', con este nombre que todavía también se conoce.
El mismo tenía un edificio construido en el 1858 para inaugurar la línea de Ferrocarril Central de Brasil, la "Estación de Campo". Con el tiempo cambió su nombre a la estación de Tribunal y después, Dom Pedro II. La estación se llama ahora el Brasil central debido a la antigua vía férrea desaparecida en 1971 por el RFFSA decisión. 
Esto ya fue el nombre informal de la estación y le pasó el oficial después de la filmación de la película que le dio su nombre, que tenía escenas filmadas en la estación y corrió a la Oscar con Fernanda Montenegro en la carrera por mejor actriz en 1998.
El edificio construido en 1858, renovado año más tarde y finalmente demolido en los años 30, para dar lugar a la actual, debido a las obras de electrificación y la expansión del sistema.
Hoy en día sus composiciones varias líneas que conectan el centro al otro barrios de las zonas Norte y Oeste y también las ciudades como Saracuruna Line, que originalmente salió del garaje Barón de Mauá, ya que pertenecen a la antigua Ferrocarril Leopoldina.
Hace varios años hubo una ampliación de la Estación Marítima, actualmente en ruinas.

## Líneas
- Línea Deodoro
- Línea Santa Cruz
- Línea Japeri
- Línea Belford Roxo
- Línea Saracuruna